# Lucchesische Republik
Die Lucchesische Republik (Repubblica Lucchese) war eine durch französischen Revolutionsexport errichtete italienische Tochterrepublik, gebildet aus der Adelsrepublik Lucca, ausgerufen am 4. Februar 1799, aufgelöst am 18. Juli 1799, erneuert am 1. Januar 1802 und endgültig aufgelöst durch Umwandlung in das Fürstentum Lucca am 27. Juni 1805.

## Erste demokratische Regierung

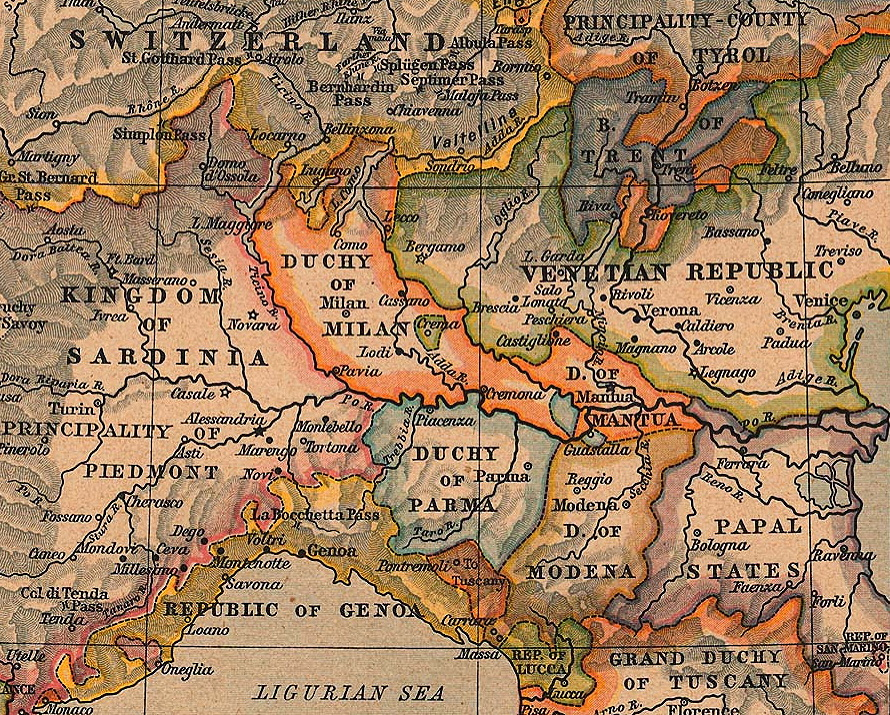
Norditalien im Jahr 1796

Die Adelsrepublik Lucca war während des ersten Koalitionskrieges (oberitalienischer Feldzug Napoleon Bonapartes 1796/1797) neutral geblieben. Der anschließende Krieg zwischen Frankreich und Neapel 1798/1799 führte zur französischen Besetzung Luccas am 2. Januar 1799, nachdem neapolitanische Truppen im nahen Livorno (Großherzogtum Toskana) einmarschiert waren. Auf französischen Druck hin schaffte der Senat von Lucca am 15. Januar 1799 die für die staatliche Ordnung grundlegenden Gesetze vom 9. Dezember 1556 und 21. Januar 1628 sowie alle Adelstitel und Vorrechte ab. Am 2./3. 1799 wurde unter Ausschluss des Adels und der Geistlichkeit, denen zudem eine Vermögensabgabe auferlegt worden war, eine neue Volksvertretung zur Schaffung einer demokratischen Verfassung gewählt. Aufgrund des unbefriedigenden Ergebnisses erklärte die französische Militärverwaltung die Wahl aber für ungültig und setzte am 4. Februar provisorische neue Behörden ein: eine zweikammerige Legislative von 48 bzw. 24 Mitgliedern und ein Exekutivdirektorium aus fünf Mitgliedern, denen wiederum Minister unterstanden; die unteren Ebenen der Verwaltung blieben dagegen mehrheitlich in der Form erhalten, wie sie bereits zuvor bestanden. Die Kompetenzen dieser Regierung waren durch die französische Besatzung stark eingeschränkt, doch konnte sie einige wichtige Gesetze erlassen, darunter die Aufhebung der Fideikommisse, die den adeligen Familien ihr Eigentum selbst im Fall eines Bankrotts sicherte.

## Erste und zweiteReggenza, zweite und dritte demokratische Regierung
Die militärischen Erfolge der österreichisch-russischen Truppen im zweiten Koalitionskrieg zwang die französische Besatzung zum Abzug aus Lucca. Am 17. Juli 1799 übergaben Legislative und Exekutive ihre Macht an eine Reggenza Provvisoria (Provisorische Herrschaft) von zehn Mitgliedern, die allerdings bereits am 24. Juli 1799 von den österreichischen Militärbehörden gegen Angehörige der ehemaligen aristokratischen Regierung ausgewechselt wurden. Der Beamtenapparat, mit Ausnahme der Ministerien, wurde übernommen, da er ja ohnehin in der Kontinuität der untergegangenen Adelsrepublik stand. Die Reggenza konnte keine eigentliche Restaurationspolitik betreiben, obwohl sie die Gesetze der vorigen Regierung aufhob. Es gelang nicht, die Regierung zu stabilisieren; deren Mitglieder lösten sich in schneller Folge ab, so dass man in ihr innerhalb nicht ganz eines Jahres 36 Amtsträger zählen konnte. Die Regierung stand vor einem ähnlichen Problem wie die vorige, nämlich die Kosten einer militärischen Besatzung auf die Bürgerschaft zu übertragen und nur einen eng begrenzten politischen Handlungsspielraum zu haben.
Am 9. Juli 1800 wurde die Reggenza von der nach der Schlacht von Marengo erneut einmarschierten französischen Armee abgesetzt. Eine elfköpfige provisorische Regierung übernahm die Amtsgewalt (zweite demokratische Regierung), und am 25. Juli 1800 traten die abgeschafften demokratischen Gesetze wieder in Kraft. Bereits am 15. September 1800 kehrten infolge der wechselnden Kriegserfolge die Österreicher zurück (zweite Reggenza), um am 9. Oktober 1800 endgültig den Franzosen zu weichen, welche die erst kurz zuvor eingesetzte adelige Zehnerregierung vorerst im Amt ließen, ihr aber zwei französische Kommissare als Oberaufsicht an die Seite stellten (dritte demokratische Regierung).

## Vierte demokratische Regierung und Umwandlung in ein Fürstentum
Napoléon Bonaparte schickte den korsischen Diplomaten Cristoforo Saliceti (1757–1809) am 7. November 1801 als Sondergesandten mit dem Auftrag nach Lucca, dort die Schaffung einer neuen demokratischen Verfassung zu verwirklichen. Saliceti konsultierte ab Mitte Dezember 1801 die Regierung, die Minister und ausgesuchte Bürger. Die Regierung nahm die neue Verfassung am 23. Dezember 1801 an und veröffentlichte sie am 26. Dezember 1801; in Kraft trat diese am 1. Januar 1802 (vierte demokratische Regierung). Die Behörden der Lucchesischen Republik bestanden hauptsächlich aus dem dreihundertköpfigen Gran Consiglio (Legislative), vier Magistrature (Ministerien), dem Verwaltungsrat zur Vorberatung von Gesetzen und der aus den zwölf Anziani gebildeten Regierung.
Die Umgestaltung Frankreichs zum Kaiserreich im Jahr 1804 führte auch zu tief greifenden Veränderungen in den französischen Tochterrepubliken Italiens. Nach der Ausrufung des Königreichs Italien (gebildet aus der Italienischen, ehemals Cisalpinischen Republik) und der Krönung Napoleons in Mailand im Mai 1805 wurde klar, dass die von der Macht Napoleons abhängige Lucchesische Republik ihre bisherige Staatsform den neuen monarchischen Gegebenheiten anpassen musste. Nach Abhaltung eines gesteuerten Plebiszits wurde der korsische Adelige Pasquale Baciocchi, verheiratet mit Elisa Bonaparte, einer Schwester Napoleons, zum Fürsten Felix I. von Lucca und Piombino erhoben, die neue monarchische Verfassung des Fürstentums Lucca trat am 27. Juni 1805 in Kraft.

## Flaggen und Symbolik
Trotz der Kurzlebigkeit der Republik von 1799 bis 1805 benutzte diese während ihres Bestehens drei verschiedene Nationalflaggen: Die erste bzw. die dritte Flagge wurde von der Cisalpinischen (ab 1802 Italienischen) Republik übernommen, allerdings als Trikolore mit waagerechten statt senkrechten Streifen bzw. als Rautenmuster mit blauem statt grünem Feld; die zweite Flagge war identisch mit der traditionellen weiß-roten Stadtflagge von Lucca.
Die Insignien der alten Adelsrepublik ersetzte man durch neue, an die Französische Republik angelehnte: eine Trikolore, das Staatsmotto Libertà – Egualianza (Freiheit – Gleichheit), ergänzt von der zweiten demokratischen Regierung durch Religione (Religion) und als Symbol die Freiheitsgöttin mit phrygischer Mütze und Rutenbündel. An allen Häusern mussten die Zeichen der Adelsgeschlechter sowie das alte Staatsmotto Libertas entfernt werden.